# Domacyny (gromada)
Domacyny – dawna gromada, czyli najmniejsza jednostka podziału terytorialnego Polskiej Rzeczypospolitej Ludowej w latach 1954–1972.
Gromady, z gromadzkimi radami narodowymi (GRN) jako organami władzy najniższego stopnia na wsi, funkcjonowały od reformy reorganizującej administrację wiejską przeprowadzonej jesienią 1954 do momentu ich zniesienia z dniem 1 stycznia 1973, tym samym wypierając organizację gminną w latach 1954-1972.
Gromadę Domacyny z siedzibą GRN w Domacynach utworzono – jako jedną z 8759 gromad na obszarze Polski – w powiecie mieleckim w woj. rzeszowskim na mocy uchwały nr 28/54 WRN w Rzeszowie z dnia 5 października 1954. W skład jednostki weszły obszary dotychczasowych gromad Przykop, Wojków i Zaduszniki ze zniesionej gminy Padew Narodowa w powiecie mieleckim oraz obszar dotychczasowej gromady Domacyny ze zniesionej gminy Baranów Sandomierski w powiecie tarnobrzeskim w tymże województwie. Dla gromady ustalono 16 członków gromadzkiej rady narodowej.
31 grudnia 1961 gromadę zniesiono, włączając jej obszar do gromady Padew Narodowa w tymże powiecie.